# Rivoluzione di Saur
Rivoluzione di Saur (in lingua pashtu انقلاب ثور), anche detta Rivoluzione d'aprile o Rivoluzione d'aprile afghana, è il nome dato al colpo di stato in Afghanistan da parte del Partito Democratico Popolare dell'Afghanistan (PDPA) avvenuto il 27 aprile 1978. La parola dari "Saur" si riferisce al nome del secondo mese del calendario persiano, il mese in cui questo ebbe luogo. Il presidente afghano Mohammed Daud Khan venne destituito dopo cinque anni di governo e ucciso il 28 aprile 1978 da ufficiali militari a favore del PDPA.
Il rovesciamento del governo fu deciso da  Hafizullah Amin membro del PDPA, che poi sarebbe diventato una figura significativa nel governo rivoluzionario; in una conferenza stampa a New York nel giugno 1978, Amin affermò che l'evento non era un colpo di Stato ma una rivoluzione per "volontà del popolo". Il colpo di Stato si sviluppò con pesanti combattimenti e morti e portò alla creazione della Repubblica Democratica dell'Afghanistan con Nur Mohammad Taraki come presidente.

## Contesto
Con il sostegno e l'assistenza del Partito Democratico Popolare dell'Afghanistan, Mohammed Daud Khan aveva preso il potere nel colpo di stato afghano del 1973 rovesciando la monarchia del re Zahir Shah, e aveva stabilito la prima Repubblica dell'Afghanistan.
Il presidente Daud era convinto che legami più stretti e il sostegno militare dell'Unione Sovietica avrebbero permesso all'Afghanistan di prendere il controllo delle terre pashtun nel nord-ovest del Pakistan. Daud era allo stesso tempo impegnato in una politica di non allineamento che permetteva al Paese di ricevere aiuti da URSS, Cina e Stati Uniti. Nel 1977 fu varata una nuova costituzione che rendeva l'Afghanistan una repubblica presidenziale basata sull'islam e gestita dal Partito Nazionale Rivoluzionario di Daud.
Sotto il governo di Daud, nel PDPA si svilupparono faziosità e rivalità, con due fazioni principali che erano le fazioni di Parcham e Khalq. Il 17 aprile 1978, un membro di spicco del Parcham, Mir Akbar Khyber, fu assassinato. Sebbene il governo avesse rilasciato una dichiarazione in cui deplorava l'assassinio, Nur Mohammad Taraki del PDPA accusò il governo stesso di essere responsabile, una convinzione condivisa da gran parte dell'intelligencija di Kabul. Apparentemente i leader del PDPA temevano che Daud stesse pianificando di eliminarli.
Durante le cerimonie funebri di Khyber si verificò una protesta contro il governo e poco dopo la maggior parte dei leader del PDPA, incluso Babrak Karmal, furono arrestati dal governo. Daoud ordinò l'arresto dei leader del PDPA e la notte del 26 aprile, Nur Mohammad Taraki e Babrak Karmal furono arrestati. Quattro ore dopo, anche Hafizullah Amin, che era già agli arresti domiciliari, fu mandato in prigione. La mattina del 26 aprile, tutti e quattro i giornali di Kabul pubblicarono un rapporto del governo in cui si affermava che: 
Tuttavia, Amin, con l'aiuto del figlio, consegnò alle unità militari fedeli del PDPA preparate a marzo un ordine per avviare una rivolta armata.

Nel numero di gennaio 1979 di Problem mira i socializma, uno dei membri del PDPA, Zerey, descrisse così la situazione prerivoluzionaria:

## Svolgimento dei fatti
All'inizio di aprile, un comandante di carri armati sotto Daoud citò fonti d'intelligence secondo cui si sarebbe verificato un attacco a Kabul nel prossimo futuro, in particolare il 27 del mese. Su raccomandazione del comandante, i carri armati furono posizionati intorno all'Arg, il palazzo nazionale. Il 27 aprile 1978, verso le 10 del mattino, comparvero i primi carri armati per le strade di Kabul e il palazzo presidenziale venne circondato. I carri armati puntarono poi i cannoni verso il palazzo e il comandante che aveva fatto la richiesta aveva, in segreto, disertato in anticipo per i khalq. Nel libro del 1995 Tragedija i doblest' Afgana, il maggiore Aleksandr Antonovič Ljachovskij scrisse:
Verso le ore 12 iniziarono i primi spari dei carri armati contro il palazzo presidenziale. Ulteriori spari furono uditi vicino al ministero degli interni nella sezione centrale di Shahr-e Naw di Kabul, dove un gruppo di poliziotti si scontrò con una colonna di carri armati che avanzava. I combattimenti durarono per più di tre ore: alcuni edifici all'interno della corte del palazzo presero fuoco e l'ambasciata francese fu colpita da dei proiettili di mortaio. Si verificarono inoltre scontri in città con vittime civili e militari e alle 15:30 furono interrotte le trasmissioni radio.
Nel pomeriggio, aerei da combattimento Sukhoi Su-7 arrivarono a bassa quota e lanciarono razzi contro il palazzo nazionale nel centro della città, mentre dei MiG-21 attaccarono l'aeroporto di Kabul chiuso al traffico. In prima serata, sull'emittente governativa Radio Afghanistan, venne trasmesso un annuncio secondo il quale i khalq stavano rovesciando il governo di Daoud. L'uso della parola Khalq e la sua tradizionale associazione con i comunisti afghani, fece capire che il PDPA stava guidando il colpo di stato e che i ribelli avevano catturato la stazione radio.
Nella mattina del 28 aprile, un gruppo di soldati circondò il palazzo gravemente danneggiato e chiese la resa di Daud. Daoud e Naim, pistole in mano, caricarono fuori dal palazzo i soldati e furono uccisi. Inoltre, furono uccisi anche il ministro della difesa Ghulam Haidar Rasuli, il ministro degli interni Abdul Qadir Nuristani e il vicepresidente Sayyid Abdullah.
(Annuncio su Radio Afghanistan alle 19:00 ora locale)

## Reazione internazionale

### URSS
Nel libro del 1995 Tragedija i doblest' Afgana, il maggiore Aleksandr Antonovič Ljachovskij scrisse:
Lo stesso è stato notato dal professore Stanislav Michajlovič Men'šikov:

### Cina
In un cablogramma statunitense del 28 maggio 1978 dall'ambasciata degli Stati Uniti a Kabul alle ambasciate USA a Islamabad, Mosca, Nuova Delhi e Teheran, all'Ufficio di collegamento degli Stati Uniti a Pechino e al Segretario di Stato, l'ambasciatore USA a Kabul Theodore L. Eliot citò l'ambasciatore cinese a Kabul Huang Ming-ta che descriveva il nuovo regime come "innegabilmente controllato dai comunisti filo-sovietici", e affermò che il presidente Taraki e Hafizullah Amin avevano espresso l'intenzione di non essere allineati. Huang Ming-ta osservò anche che l'Unione Sovietica aveva avuto una grande influenza in Afghanistan e avrebbe fornito tutta l'assistenza di cui avrebbe potuto aver bisogno, ma ipotizzò che l'URSS avrebbe potuto ritenerla un'impresa costosa. Huang Ming-Ta ha espresso "che potrebbero esserci dei cambiamenti in Afghanistan nei prossimi anni e che i programmi americani dovrebbero continuare in Afghanistan".

### Stati Uniti
Il portavoce del Dipartimento di Stato USA dichiarò che la situazione post-golpe non era ancora chiara e non era ancora noto chi fossero gli autori.

## Governo dopo la rivoluzione
(Hafizullah Amin, 7 ottobre 1978)
La rivoluzione fu inizialmente accolta con favore da molte persone a Kabul, insoddisfatte del governo di Daoud. Prima dell'istituzione del governo civile, il colonnello della Forza aerea dell'Esercito Nazionale afghano Abdul Qadir e il Consiglio rivoluzionario del PDPA guidarono il paese per tre giorni, a partire dal 27 aprile 1978. Alla fine fu formato un governo civile di coalizione khalq-parcham formato dal primo ministro Nur Mohammad Taraki (khalq), dal vice primo ministro Karmal (parcham) e dal ministro degli esteri Hafizullah Amin (khalq). L'unità tra le due fazioni durò brevemente: Amin e il generale Mohammad Aslam Watanjar comunicarono in un incontro che la rivoluzione era stata opera dei Khalq e che Parcham non ne faceva parte. Taraki e Amin all'inizio di luglio sollevarono la maggior parte dei Parchamiti dalle loro posizioni di governo. Karmal fu inviato all'estero come ambasciatore in Cecoslovacchia. Nell'agosto 1978, Taraki e Amin affermarono di aver scoperto un complotto e giustiziato o imprigionato diversi membri del gabinetto, imprigionando persino il generale Abdul Qadir, il capo militare della Rivoluzione Saur fino all'invasione sovietica e al successivo cambio di leadership alla fine del 1979. Nel settembre 1979, Taraki fu rovesciato e giustiziato da Amin.
Il governo una volta al potere negò di essere comunista.
(The Kabul Times, 6 maggio 1978)